# Missing Children Europe

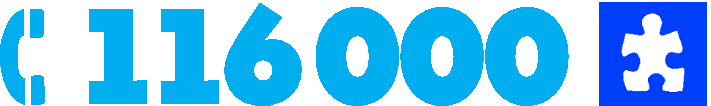
Logo

Missing Children Europe (Vermisste Kinder Europa) ist ein Dachverband von 31 Kinderhilfswerken (NGO) in Europa.
Missing Children Europe, unterstützt bzw. koordiniert die internationale Suche nach vermissten Kindern. Die Dachorganisation, sowie seine Mitglieder sollen sicherstellen, dass jeder EU-Mitgliedstaat über die erforderlichen Verfahren und Vorschriften verfügt, um mit Fällen vermisster und/oder misshandelter Kinder umzugehen und in der Lage ist, sowohl die Opfer zu unterstützen als auch Maßnahmen zu ergreifen um zukünftiges Verschwinden zu verhindern. Die Dachorganisation war die treibende Kraft hinter dem Start der Notrufnummer 116 000, die sofortige Unterstützung bietet, wenn Kinder vermisst werden.
Missing Children Europe wurde 2001 von Child Focus (Belgien), La Mouette (Frankreich), Aurora (Italien), Initiative Vermisste Kinder (Deutschland) und Rat auf Draht (Österreich) gegründet.

## Finanzierung
65 % der Mittel von Missing Children Europe stammen aus dem Daphne-Programm der Europäischen Kommission, der Rest wird durch Spendenaktionen, strukturelle Partnerschaften und Mitgliedsbeiträge gesammelt.

## Mitglieder (Organisationen) (Auswahl)
- Albanien: ALO 116
- Belgien: Child Focus
- Bulgarien: Nadja Centre Foundation
- Dänemark: Børns Vilkår
- Deutschland: Initiative Vermisste Kinder
- Estonia: Estonian Advice Center
- Finnland: Lasten perusoikeudet, Kaapatut Lapset ry
- Frankreich: APEV, CFPE-Enfants Disparus, La Mouette
- Griechenland: To Hamogelo tou Paidiou (The Smile of the Child)
- Irland: ISPCC
- Italien: SOS II Telefono Azzurro Onlus
- Kroatien: Centre for missing and exploited children
- Lettland: Bezvests.lv
- Litauen: Missing Persons’ Families Support Centre
- Niederlande: The International Child Abduction Centre
- Österreich: 147 Rat Auf Draht
- Polen: ITAKA
- Portugal: Instituto de Apoio à Criança
- Rumänien: Salvati Copiii
- Serbien: Astra
- Slowakei: Linka detskej istoty, n. o.
- Spanien: Fundación ANAR
- Schweiz: Missing Children Switzerland, Fondation Suisse du Service Social International
- Tschechien: Cesta z krize, z. ů
- Ungarn: Kék Vonal
- Vereinigtes Königreich: Missing People
- Zypern: Consortium: SPAVO & HFC